# راسلمينيا 24
راسلمينيا 24 هو المهرجان الرابع والعشرون من مهرجانات راسلمينيا الذي يقدمه مؤسسة الدبليو دبليو إي جرى عرضه في 30 مارس 2008 في ملعب فلوريدا سيتريوس باول في مدينة أورلاندو، بولاية فلوريدا .

## المباريات
1-ماني إن ذا بانك
سي ان بانك vs كريس جيريكو vs جون موريسون vs ام في بي vs مات هارديvs شيلتون بانجيمين
الفائز :سي ان بانك
2-جي بي ال vs فنلي
الفائز : جي بي ال
3-شافو غيريرو vs كين
الفائز : كين
4-باتيستا (سماك داون)vsاوماجا(رو)
الفائز : باتيستا
5-بيغ شو vs فلويد
الفائز : فلويد
6-شون مايكلز vs ريك فلير
الفائز :شون مايكلز
7-لقب WWE
راندي اورتن vs جون سينا vs تربل اتش
الفائز : راندي اورتن
8-لقب العالم (المين ايفينت)
ايدج vs اندرتيكر
الفائز : اندرتيكر

## النتائج
|   | المباراة                                                                      | الشرط                              |
| - | ----------------------------------------------------------------------------- | ---------------------------------- |
| 1 | جي بي ال يهزم فينلي.                                                          | مباراة عادية                       |
| 2 | سي أم بانك هزم ام في بي وشيلتون بنجامين وكريس جيريكو ومات هاردي وجون موريسون. | مباراة سلالم                       |
| 3 | باتيستا هزم اوماغا                                                            | مباراة عادية                       |
| 4 | شون مايكلز هزم ريك فلير                                                       | مباراة اعتزال                      |
| 5 | كين هزم تشافو غيريرو                                                          | مباراة علي لقب ecw                 |
| 6 | راندي اورتن يهزم جون سينا وتريبل إتش                                          | مباراة على بطولة دبليو دبليو اي    |
| 7 | الملاكم فلويد مايويذر هزم بيج شو                                              | مباراة اخر رجل صامد                |
| 8 | اندرتيكر هزم ايدج                                                             | مباراة علي لقب العالم للوزن الثقيل |

## روابط خارجية
- راسلمينيا 24 على موقع IMDb (الإنجليزية)
- راسلمينيا 24 على موقع قاعدة بيانات الفيلم (الإنجليزية)
- راسلمينيا 24 على موقع كينوبويسك (الروسية)

- Official Website of WrestleMania XXIV